# Första barbareskkriget
Första barbareskkriget, även känt som kriget på barbareskkusten eller tripolikriget, mellan 1801 och 1805 var det första av två krig som utkämpades av USA och Sverige mot de nordafrikanska stater som tillsammans är kända under namnet barbareskstaterna. Orsaken till kriget var att dessa stater utövade utpressning mot samtliga sjöfarande nationer i deras farvatten. Det fanns överenskommelser mellan de nordafrikanska makterna och de europeiska staterna att de sistnämnda skulle betala tribut för att handelsfartyg inte skulle angripas och försätta sjömännen i slaveri i väntan på lösen.
Det nybildade USA saknade avtal med barbareskstaterna vilket innebar att mängder av amerikaner tillfångatogs på 1790-talet och att dryga lösesummor utkrävdes. Trots förhandlingar blev konflikten med Tripoli i nuvarande Libyen akut 1801 då paschan av Tripoli krävde 225 000 dollar i tribut. USA vägrade betala, med följd att Tripoli förklarade krig mot USA.
Den första drabbningen var ett sjöslag den 1 augusti 1801 när det amerikanska skeppet USS Enterprise besegrade ett tripolitanskt skepp. Sverige som också var utsatt för utpressning ställde sig på USA:s sida, men slöt fred på ofördelaktiga villkor året därefter. USA hade de följande åren mindre framgång i kriget. Först i början av 1805 vände krigslyckan till USA:s fördel. Åtta marinkårssoldater och omkring 500 legosoldater från olika Medelhavsländer genomförde en lyckad ökenmarsch från Egypten och erövrade Derna (nuvarande Darnah i Cyrenaika). Paschan valde då att sluta fred den 4 juni 1805. Båda sidor frigav sina fångar och USA betalade 60 000 dollar i lösen för det överskjutande antalet amerikanska fångar.
Trots freden upphörde inte konflikten mellan USA och barbareskpiraterna. Fler drabbningar ägde rum de följande åren, vilket mynnade ut i Andra barbareskkriget med start 1815.